# Stadium
Stadium é um programa de televisão esportivo brasileiro. Exibido diariamente pela TV Brasil, foi criado em 1977 para tratar de esportes olímpicos e paralímpicos, e era transmitido na TV Educativa do Rio de Janeiro, posteriormente TVE Brasil, substituída pela atual emissora em 2007. É apresentado por Paulo Garritano e Marilia Arrigoni
Sua primeira apresentadora foi a ex-jogadora de vôlei Rosemary de Cassia Araújo. Teve entre outros, nomes consagrados da imprensa esportiva, como Sérgio Maurício e Cristiane Dias.
É o 20.º programa mais antigo em exibição na TV brasileira, e o mais remanescente considerando apenas o gênero esportivo. Na década de 1980, chegou a ser exibido pelo SBT e pela TV Gazeta.[carece de fontes?]
Em 6 de março de 2017, a atração passou a contar com intérpretes da Língua Brasileira de Sinais para atender ao público com deficiência auditiva.